# إميلي مغواير
إميلي مغواير (بالإنجليزية: Emily Maguire)‏ (1976)؛ صحفية وروائية أسترالية.